# Enjoykin
Enjoykin (с англ. — «Энджо́йкин») — русскоязычный ютубер-музыкант, ставший известным благодаря переделке известных интернет-роликов с сайта YouTube в категории «музыкальные видеоклипы». Держит свою настоящую личность в секрете. Англоязычный канал имеет название Enjoyker.
В 2022 году суммарное количество просмотров 54-х видеороликов на обоих каналах составляло 700 млн (≈13 млн просмотров на каждый ролик). Последний клип «Брат» вышел 17 сентября 2018 года.

## Творчество
В школьные годы блогер увлекался игрой на гитаре. Он имеет три канала на сайте YouTube, на которые загружает видео. Первое видео было выложено в 2012 году. В первых роликах он использовал песни Виктора Цоя «Звезда по имени Солнце», «Группа крови» и «Кукушка», фрагменты фильма «Зелёный слоник», песню «Кольщик» Михаила Круга.
С 2013 года Enjoykin начал использовать в роликах известные интернет-мемы, видео стали более качественными, со спецэффектами и мультипликационными вставками. Enjoykin применял аудиоредакторы для изменения частоты голосов. Клип «Стартуем!» со скандальной пассажиркой автобуса Натальей «Морской пехотой» в апреле 2016 набрал почти 6 миллионов просмотров.
В апреле 2014 года вышел видеоклип к песне Nyash-Myash, на котором изображены отрывки из выступления тогдашнего прокурора Крыма Натальи Поклонской:60. За два года видео набрало более 40 миллионов просмотров.
21 августа 2014 года вышел клип «Завтрашний день» на основе курьёзных высказываний мэра Киева Виталия Кличко. В основу песни легла известная цитата Кличко, ставшая мемом: «А сегодня в завтрашний день не все могут смотреть. Вернее смотреть могут не только лишь все, мало кто может это делать».
31 декабря 2014 года был опубликован клип «Дорогие юные друзья», где генеральный секретарь ЦК КПСС Леонид Брежнев поздравляет людей с Новым годом. В похожем формате Enjoykin создал клипы из выступлений Михаила Горбачёва (31 декабря 2016) и Бориса Ельцина (26 декабря 2015), однако такой огромной популярности они не снискали:102.
Летом 2015 года Enjoykin опубликовал ролик «Офицер», который является музыкальным ремиксом ролика «Помогите найти офицера». По сюжету девушка влюбилась в «офицера» из караула Кремлёвской стены и теперь разыскивает его по фотографии. Видео набрало более 6 млн просмотров.
В октябре 2015 года интернет-магазин AliExpress получил поддержку Enjoykin. В честь запуска своего YouTube-канала компания попросила блогера снять ролик под названием «Ода шопингу». В него вошли видео, которые пользователи разместили на YouTube и прислали в рамках объявленного ранее конкурса стихотворных поздравлений. Enjoykin помог бренду выбрать самые интересные видеозаписи и сделал для них традиционную электроаранжировку. Блогер описал получившееся творение как «народное творчество как оно есть» и порекомендовал другим компаниям перенять опыт китайского онлайн-гиганта.
В феврале 2016 года выпустил клип «Ламповая Няша», посвящённый российской стримерше Карине. За три месяца клип набрал более 52 миллионов просмотров, став одним из хитов автора.
10 августа 2016 года выложил клип «Котлетки с пюрешкой», основанный на соответствующем видео-меме (фрагмент из сериала «Улицы разбитых фонарей», 2-й сезон, серия «Визит к доктору», снятая в начале 1999), который к 2020 году набрал 62 млн просмотров и стал самым популярным видеороликом канала.
В марте 2017 года выпустил клип, посвящённый Диане Шурыгиной, фигурантке уголовного дела, которое широко освещалось российским телевидением. За полтора года видеоролик набрал около 40 миллионов просмотров.
Enjoykin использует вокодер-автотюн, меняя частоты оригинальных голосов для получения мелодии песни, видеоклипы создаются с помощью аудио-видеоредакторов путём нарезки и монтажа видео и голоса. Также в большинстве видео присутствуют спецэффекты. По его словам, помимо деятельности на YouTube, он работает саунд-дизайнером.
Творческая активность Enjoykin’а неожиданно прекратилась в 2018 году после выхода клипа по мотивам фильма «Брат». В 2019 году в своей группе в Вконтакте Enjoykin анонсировал новый клип, в котором главным героем снова должен был быть «Идущий к реке». Затем музыкант сообщил о том, что клип почти готов, но требует доработки, и в ближайшее время он будет выпущен. В январе 2020 года Enjoykin написал в Facebook: «Привет! Как дела?». С тех пор блогер без каких-либо объяснений исчез из интернет-пространства, а анонсированный клип так и не вышел. Пользователи сети стали выдвигать различные версии исчезновения блогера. Наиболее популярны из них три: Enjoykin сменил сферу деятельности; он умер или убит; у него не хватает времени на выпуск новых клипов.

## Видеография
- «Котщик» (сингл, 2012)
- «Хиты-хитушечки» (мини-альбом, 2013)
- «Пацан к успеху шёл» (сингл, 2013)
- «Космос будет наш» (сингл, 2013)
- «Писюн писюн» (сингл, 2013)
- «Обращение к дагестанцам» (сингл, 2014)
- «Привет! Как дела?» (сингл, 2014)
- «К Полёту Готов!» (сингл, 2014)
- «Nyash Myash» (Крым наш) (сингл, 2014)
- «Завтрашний день» (сингл, 2014)
- «Скайрим» (сингл, 2014)
- «Зато я спас кота» (сингл, 2014)
- «Дорогие Юные Друзья» (сингл, 2014)
- «Идущий к реке» (сингл, 2015)
- «Жить по-пацански» (сингл, 2015)
- «Ламповая Няша» (сингл, 2016)
- «Jon Snow — It Feels Good to Be Alive» (сингл, 2016)
- «Котлетки с Пюрешкой» (сингл, 2016)
- «Житие мое» (сингл, 2016)
- «Surfer Dude» (сингл, 2016)
- «Новый год» (сингл, 2016)
- «Нецветные розы» (сингл, 2017)
- «Лайки Крутятся» (сингл, 2017)
- «Я Просто Устала» (сингл, 2017)
- «Москва — Ленинград» (сингл, 2018)
- «Брат» (сингл, 2018)